# Harvey Firestone
Harvey Samuel Firestone (né le 20 décembre 1868 – mort le 7 février 1938) est un industriel américain fondateur de Firestone Tire and Rubber Company, un des premiers fabricants mondiaux de pneumatiques. Il contribua à l'essor de l'économie nord-américaine au XXe siècle. Il a notamment collaboré avec Thomas Edison (énormément de recherches sur le caoutchouc, entre autres celui issu du banian) et Henry Ford.

## Biographie

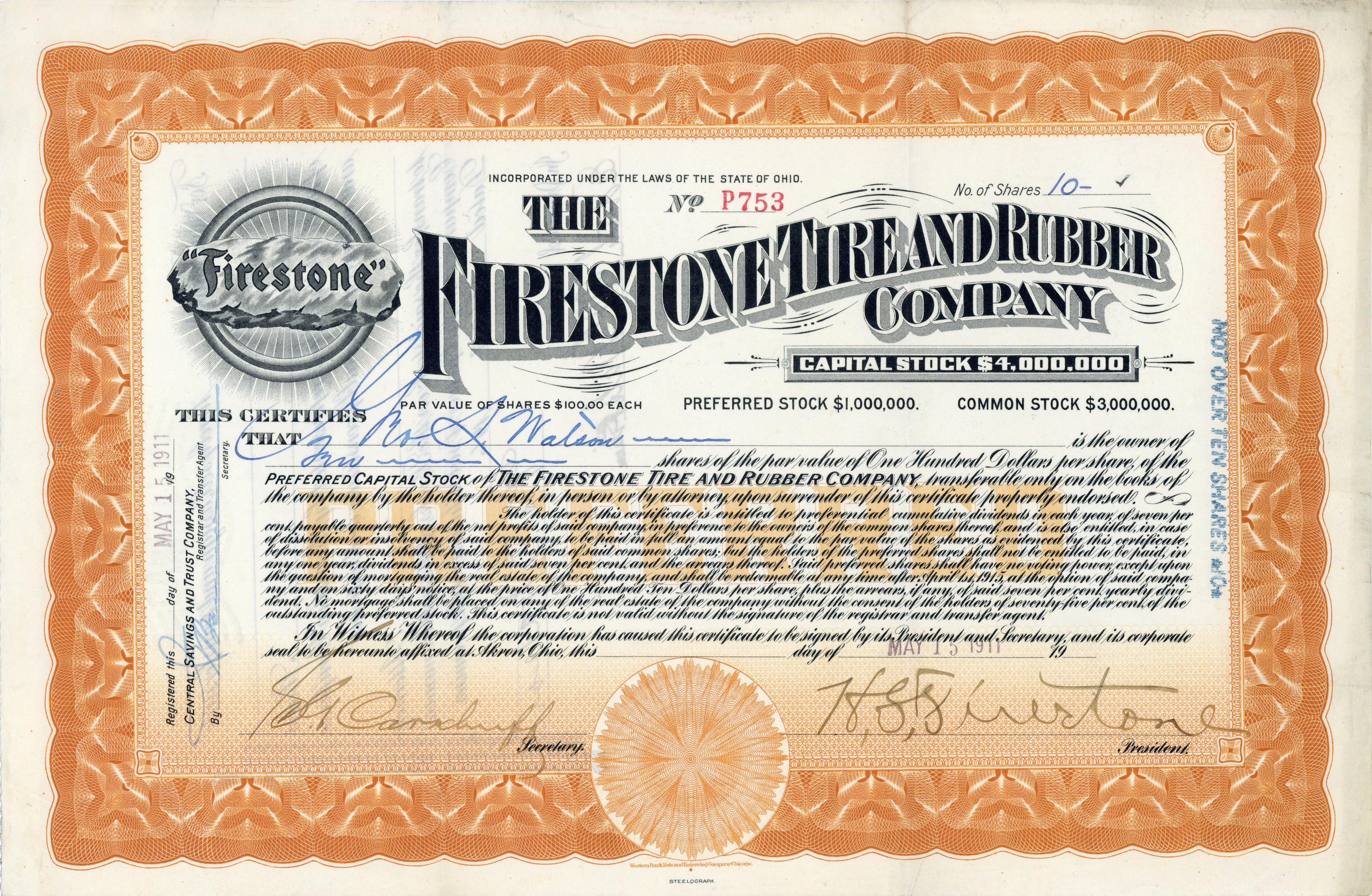
Action de préférence de la Firestone Tire and Rubber Company de 10 parts de 100 $ chacune, émise le 15 mai 1911 à Akron, Ohio, signée en original par Harvey S. Firestone en tant que président

Harvey Firestone est né le 20 décembre 1868 dans une ferme à Columbiana dans l'Ohio construite par son grand-père paternel. Il est le second des trois fils de Benjamin Firestone et de Catherine née Flickinger, son père ayant eu un premier fils, et une fille de sa première femme.
L'arrière-arrière-arrière-grand-père paternel de Harvey Firestone se nommait Nicolas-Hans Feuerstein et avait émigré en 1753 de Berg en Alsace/France pour s'installer en Pennsylvanie. Trois des fils de Nicolas et notamment le trisaïeul de Harvey, Johan Nicolas, ont « américanisé » leur nom de « Feuerstein » en « Firestone ». Le frère de Harvey, Elmer Sylvanus Firestone (1864-1925) est l'arrière-arrière grand-père maternel du basketteur franco-américain Tony Parker.
Harvey Firestone fonde le 3 août 1900 l'entreprise Firestone Tire and Rubber Company à Akron dans l'état de l'Ohio, spécialisée dans la fabrication de pneumatiques.
Il est notamment l'inventeur de 4 brevets américains relatifs aux pneus et publiés en 1900, 1901, 1910 et 1913.
Conscient de la dépendance des États-Unis dans les années 1920 vis-à-vis de l'importation du caoutchouc et en particulier de son importance pour l'industrie automobile, Thomas Edison, Henry Ford et Harvey Firestone fondèrent la Edison Botanic Research Corporation en 1927 à Fort Myers en Floride, avec pour objectif trouver une solution locale et économique de produire du latex et ainsi fournir les États-Unis en caoutchouc.
Il décède dans son sommeil le 7 février 1938 d'une thrombose coronaire dans sa maison de Miami Beach en Floride

## Postérité
La bibliothèque principale de l'université de Princeton, rattachées au campus de l'université de Princeton et située dans la ville de Princeton dans l'État du New Jersey aux États-Unis, est baptisé Bibliothèque commémorative Harvey S. Firestone en son honneur.

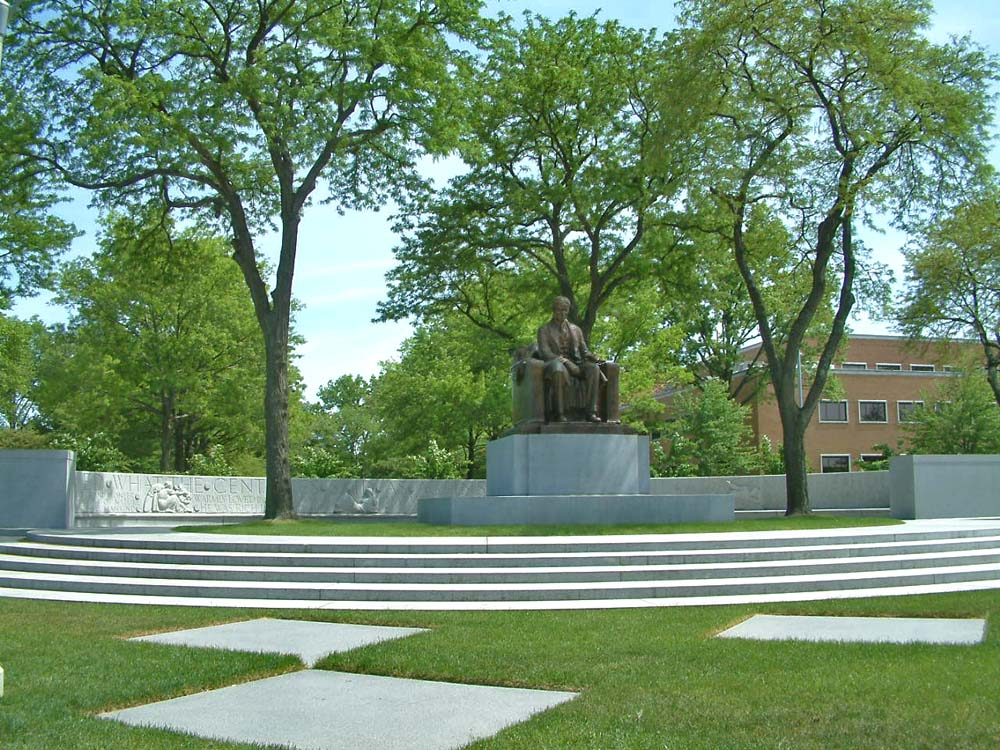
Mémorial Harvey S Firestone, Akron (Ohio).

Le 3 août 1950, à l'occasion du 50e anniversaire de la création de la Firestone Tire and Rubber Company, un mémorial dédié à Harvey Firestone est inauguré à Akron dans l'état de l'Ohio, à côté du centre de recherche de l'entreprise. Ce monument a été dessiné par l'architecte Eric Gugler et créé par les sculpteurs James Earle Fraser et Donald De Lue.
Depuis 2006 il est introduit à titre posthume dans le National Inventors Hall of Fame pour sa contribution active à l'industrie des pneumatiques.